# قائمة مضاهيات مشغلات ألعاب الفيديو
هذه قائمة مختارة من مضاهيات مشغلات ألعاب الفيديو. لأجل المعلومات عن مضاهاة أنظمة معينة، من ضمنها المضاهيات التي لم تُذكر في هذه القائمة، انظر المقالة المخصصة لكل نظام.

## صندوق الألعاب
مضاهي صندوق الألعاب هو برنامج يضاهي لعبة صندوق الألعاب أو أكثر على حاسوب مختلف، كالحاسوب الشخصي. أول مضاهاة لصندوق الألعاب أُتيحت للجمهور كانت سلسلة ويليامز ديجيتال آركيد من ديجيتال إكليبس سوفتوير، أُصدرت للماكنتوش في 1994. هذه السلسلة أبرزت كلاسيكيات صندوق الألعاب من شركة صناعات و.م.س جاوست، ديفندر و‌روبوترون: 2084. في 1995، أعيد تجميعها وتوسعت على نحو كلاسيكيات ويليامز آركيد للحاسوب الشخصي. داساركيد (كتبه ديفيد ألان سبيسر) كان أول مضاهي متعدد للحاسوب الشخصي. كان هذا مختلفًا عن إصدار ديجيتال إكليبس في أن برنامجًا واحدًا كان مطلوبًا ليحاكي أكثر من لعبة صندوق ألعاب واحدة، بدلاً من برنامج واحد لكل لعبة. الإصدار الأول من داساركيد أُصدر مؤخرًا في 1995 وحاكى ألعاب قليلة منهم باك مان و‌فروغر (عامان قبل إم إيه إم إي والذي يهيمن الآن على مضاهاة صندوق الألعاب). داساركيد تطور إلى سباركيد الذي يحاكي أكثر من 70 لعبة.
صندوق ألعاب وهمي هو امتداد لمضاهي لعبة صندوق الألعاب. مع بعض الإعدادات، يمكن للاعب رؤية جميع الروم المدعومة من صندوق الألعاب الوهمي مثل صناديق الألعاب الحقيقية. المضاهي وبرنامج صندوق الألعاب الوهمي الأكثر استخدامًا هما إم إيه إم إي و3دي آركيد. صناديق الألعاب الوهمية الأكثر شيوعًا لا يمكنها تشغيل أكثر من روم واحدة في المرة مما يجعل تشغيل لعبة تحتاج من اللاعب تشغيل اثنين من الروم في آن واحد أقرب للمستحيل. معظم صناديق الألعاب الوهمية تسمح أيضًا بإضافة ألعاب جديدة أو تعديل صندوق الألعاب.
| الاسم                          | الإصدار الحالي | تاريخ آخر إصدار | النظام | المنصة                           | الترخيص                                  | الوصلة                   |
| ------------------------------ | -------------- | --------------- | --- | -------------------------------- | ---------------------------------------- | ------------------------ |
| ديمول DEmul                    | 0.7A 180816    | 18 أغسطس 2016   | دريم كاست، أتوميسويف، ناومي، ناومي 2 | ويندوز                           | مجانية                                   | الصفحة الرئيسية          |
| أوبن إيمو OpenEmu              | 2.0.4          | 24 نوفمبر 2016  | ن.إ.س، سوبر ن.إ.س، غيم بوي، غيم بوي كولر، غيم بوي أدفانس، س.ج-1000، ماستر سيستم، جيم جير، ميغا درايف، نيو جيو بوكيت، نيو جيو بوكيت كولر | أو إس 10                         | ت.ب.ب                                    | الصفحة الرئيسية          |
| إف بي ألفا FB Alpha            | 0.2.97.39      | 15 أكتوبر 2016  | أنظمة آركيد متعددة | ويندوز                           | ترخيص إف بي ألفا - شرط استخدام غير تجاري | الصفحة الرئيسية          |
| كاواكس Kawaks                  | 1.65           | 1 مايو 2016     | سي بي سيستم، سي بي سيستم 2، نيو جيو | ويندوز                           | مجانية                                   | الصفحة الرئيسية          |
| إم إيه إم إي MAME              | 0.185          | 26 أبريل 2017   | أنظمة آركيد متعددة | متعدد المنصات، متصفح ويب (جسميس) | ر.ج.ع 2                                  | الصفحة الرئيسية          |
| نبيولا Nebula                  | 2.25b          | 18 فبراير 2007  | سي بي سيستم، سي بي سيستم 2, كونامي، نيو جيو، ب.غ.م                                                                                      | ويندوز                           | مجانية                                   | الصفحة الرئيسية          |
| رين Raine                      | 0.64.13        | 19 مايو 2016    | أنظمة آركيد متعددة، سي بي سيستم، سي بي سيستم 2، نيو جيو، نيو جيو أ.إ.س                                                                  | متعدد المنصات                    | المصدر متاح، إعادة التوزيع بدون تعديلات. | الصفحة الرئيسية          |
| زنك Zinc                       | 1.1            | 25 يناير 2005   | نامكو سيستم 11، ز.ن-1، ز.ن-2 | ويندوز                           | مجانية                                   | الصفحة الرئيسية          |
| فيفا نونو viva nonno           | 22.0.3         | 26 فبراير 2004  | نامكو سيستم 22 | ويندوز                           | مجانية                                   | الصفحة الرئيسية          |
| مضاهي موديل 2 Model 2 emulator | 1.1a           | 2 يناير 2014    | سيجا موديل 2 | ويندوز                           | مجانية                                   | الصفحة الرئيسية          |
| سوبرموديل 3 Supermodel 3       | 0.2a           | 24 سبتمبر 2011  | سيجا موديل 3 | ويندوز، أو إس 10                 | ر.ج.ع                                    | الصفحة الرئيسية          |
| آركيدفلكس Arcadeflex           | 0.36.13        | 29 يوليو 2016   | أنظمة آركيد متعددة | آلة جافا الافتراضية              | مجانية، مصدر مفتوح                       | الصفحة الرئيسية، غيت هاب |

## أتاري

### المنصات المنزلية

#### أتاري 2600
| الاسم                                        | الإصدار الحالي | تاريخ آخر إصدار | ملاحظات | المنصة | الترخيص | الوصلة               |
| -------------------------------------------- | -------------- | --------------- | ------- | --- | ------- | -------------------- |
| ستيلاراتور 6502.ts / Stellerator             | بناء متداول    | 2016            |         | متصفح ويب                                                                                                   | ر.ج.ع 2 | غيت هاب، بناء للعب   |
| أتارويد Ataroid                              | 1.0.4          | 2011            |         | أندرويد | —       | —                    |
| جافاتاري.جي إس javatari.js                   | 1.0.0          | 2015            |         | متصفح ويب                                                                                                   | ر.ج.ع   | الصفحة الرئيسية      |
| إم إيه إم إي (إم إي إس إس سابقًا) MAME (MESS) | 0.185          | 26 أبريل 2017   |         | متعدد المنصات، متصفح ويب (جسميس)                                                                            | ر.ج.ع 2 | الصفحة الرئيسية 1، 2 |
| نو كاش 2كيه6 NO$2K6                          | 1.1            | 16 أكتوبر 2012  |         | دوس، ويندوز                                                                                                 | مجانية  | الصفحة الرئيسية      |
| مضاهي الحاسوب للأتاري PC Atari Emulator      | 2.6            | 16 مارس 2002    |         | ويندوز، دوس                                                                                                 | ر.ج.ع   | الصفحة الرئيسية      |
| ستيلا Stella                                 | 4.7.3          | 21 نوفمبر 2016  |         | أميغا أو إس، ويندوز، ماك أو إس، لينكس، مورف أو إس، ويندوز موبايل، دريم كاست، جي بي 2 إكس، نينتندو دي إس، وي | ر.ج.ع 2 | الصفحة الرئيسية      |
| زد26 z26                                     | 3.02.01        | 13 يونيو 2011   |         | دوس، ويندوز، ماك أو إس، لينكس                                                                               | ر.ج.ع 2 | الصفحة الرئيسية      |

#### أتاري 5200
| الاسم                                        | الإصدار الحالي | تاريخ آخر إصدار | ملاحظات                         | المنصة                                                             | الترخيص | الوصلة                                    |
| -------------------------------------------- | -------------- | --------------- | ------------------------------- | ------------------------------------------------------------------ | ------- | ----------------------------------------- |
| أتاري800 Atari800                            | 3.1.0          | 4 أغسطس 2014    | يحاكي أيضًا عدة أجهزة أتاري 8-بت | يونكس، لينكس، أميغا، دوس، ويندوز، ويندوز سي إي، دريم كاست، أندرويد | ر.ج.ع   | —                                         |
| ألتيرا Altirra                               | 2.81           | 16 أكتوبر 2016  | يحاكي أيضًا عدة أجهزة أتاري 8-بت | ويندوز                                                             | ر.ج.ع   | الصفحة الرئيسية                           |
| أتاري++ Atari++                              | 1.81           | 15 أكتوبر 2016  | يحاكي أيضًا عدة أجهزة أتاري 8-بت | متعدد المنصات                                                      | ر.ج.ع   | الصفحة الرئيسية                           |
| جوم52 Jum52                                  | 1.1            | 2 مارس 2010     | يحاكي أيضًا عدة أجهزة أتاري 8-بت | متعدد المنصات                                                      | مجانية  | الصفحة الرئيسية                           |
| كات5200 kat5200                              | 0.7.1          | 18 فبراير 2017  | يحاكي أيضًا عدة أجهزة أتاري 8-بت | ويندوز، لينكس                                                      | ر.ج.ع   | الصفحة الرئيسية                           |
| إم إيه إم إي (إم إي إس إس سابقًا) MAME (MESS) | 0.185          | 26 أبريل 2017   | يحاكي أيضًا أتاري 400/800        | متعدد المنصات، متصفح ويب (جسميس)                                   | ر.ج.ع 2 | الصفحة الرئيسية 1، 2                      |
| رينبو Rainbow                                | 2.2            | 25 أغسطس 2012   | يحاكي أيضًا عدة أجهزة أتاري 8-بت | ويندوز، ماك أو إس، أو إس 10                                        | مجانية  | الصفحة الرئيسية (أرشيف من 28 سبتمبر 2015) |

#### أتاري 7800
| الاسم                                        | الإصدار الحالي | تاريخ آخر إصدار | ملاحظات | المنصة                           | الترخيص | الوصلة                                  |
| -------------------------------------------- | -------------- | --------------- | ------- | -------------------------------- | ------- | --------------------------------------- |
| إمو7800 EMU7800                              | 1.8            | 27 سبتمبر 2015  |         | ويندوز، .نت                      | ر.ج.ع   | سورس فورج                               |
| إم إيه إم إي (إم إي إس إس سابقًا) MAME (MESS) | 0.185          | 26 أبريل 2017   |         | متعدد المنصات، متصفح ويب (جسميس) | ر.ج.ع 2 | الصفحة الرئيسية 1، 2                    |
| مضاهي بروسيستم ProSystem Emulator            | 1.3            | 12 مايو 2008    |         | ويندوز                           | ر.ج.ع 2 | الصفحة الرئيسية (أرشيف من 15 مارس 2014) |

#### أتاري جاغوار
| الاسم                           | الإصدار الحالي | تاريخ آخر إصدار | ملاحظات | المنصة                            | الترخيص | الوصلة                                    |
| ------------------------------- | -------------- | --------------- | ------- | --------------------------------- | ------- | ----------------------------------------- |
| جاغوليتور Jagulator             | 2.0.2          | 24 يونيو 2011   |         | ويندوز                            | مجانية  | الصفحة الرئيسية (أرشيف من 28 نوفمبر 2011) |
| مشروع العاصفة Project Tempest   | 0.95           | 12 فبراير 2004  |         | ويندوز                            | مجانية  | الصفحة الرئيسية                           |
| جاغوار الافتراضي Virtual Jaguar | 2.1.2          | 10 أكتوبر 2014  |         | لينكس، أو إس 10، ويندوز، بي أو إس | ر.ج.ع   | الصفحة الرئيسية                           |

### المحمولة

#### أتاري لينكس
| الاسم                                        | الإصدار الحالي | تاريخ آخر إصدار | ملاحظات | المنصة                                                                | الترخيص       | الوصلة               |
| -------------------------------------------- | -------------- | --------------- | --- | --------------------------------------------------------------------- | ------------- | -------------------- |
| هاندي Handy                                  | 0.95           | 20 فبراير 2007  | | ويندوز، ماك أو إس، لينكس                                              | رخصة زليب     | الصفحة الرئيسية      |
| ألينكس aLynx                                 | 1.032          | 31 مايو 2012    | | أندرويد                                                               | رخصة إم أي تي | غوغل بلاي            |
| إم إيه إم إي (إم إي إس إس سابقًا) MAME (MESS) | 0.185          | 26 أبريل 2017   | | متعدد المنصات، متصفح ويب (جسميس)                                      | ر.ج.ع 2       | الصفحة الرئيسية 1، 2 |
| ميدنافن Mednafen                             | 0.9.43         | 1 مارس 2017     | مضاهي متعدد الأنظمة؛ أيضًا لمنصات ن.إ.س، سوبر ن.إ.س، غيم بوي، غيم بوي كولر، غيم بوي أدفانس أنظمة أخرى تتضمن: أتاري لينكس، ماستر سيستم، جيم جير، ميغا درايف، بلاي ستيشن، نيو جيو بوكيت، نيو جيو بوكيت كولر، واندرسوان، توربو غرافيكس-16 (توربو غرافيكس-سي دي)، سوبر غرافيكس، بي سي-إف إكس | ويندوز، أو إس 10، لينكس، فري بي إس دي، أوبن بي إس دي، نت بي إس دي، وي | ر.ج.ع 2       | الصفحة الرئيسية      |

## نينتندو

### المنصات المنزلية

#### نينتندو إنترتينمنت سيستم
| الاسم                              | الإصدار الحالي | تاريخ آخر إصدار | ملاحظات | المنصة                                                  | الترخيص          | الوصلة                                                              |
| ---------------------------------- | -------------- | --------------- | --- | ------------------------------------------------------- | ---------------- | ------------------------------------------------------------------- |
| 3دنيس 3DNes                        | 1.3.0          | 10 ديسمبر 2016  | يمكنه تشغيل الألعاب المعرفة بتصاميم المستخدم ثلاثية الأبعاد، ويتضمن أيضًا منظور الشخص الأول و توافق مع الواقع الافتراضي (إذا كانت النسخة مدفوعة). | ويندوز، أو إس 10، لينكس                                 | تجارية           | itch.io                                                             |
| إيمينس EmiNES                      | 1.0.0.6        | 3 سبتمبر 2013   | | ويندوز فون 8، سيمبيان                                   | تجارية           | الصفحة الرئيسية                                                     |
| فنيسلايت vNESLight                 | 1.2            | 1 نوفمبر 2012   | | ويندوز فون 7                                            | تجارية           | —                                                                   |
| فيكنس FakeNES                      | 0.5.9 b3       | 20 يوليو 2008   | | ويندوز، أو إس 10، لينكس، دوس                            | رخصة زليب        | سورس فورج                                                           |
| إف سي إي ألترا جي إكس FCE Ultra GX | 3.3.9          | 10 ديسمبر 2016  | | غيم كيوب، وي                                            | ر.ج.ع 2          | الصفحة الرئيسية، غيت هاب                                            |
| فيرغوليتور Fergulator              | 0.9            | 4 أكتوبر 2012   | | أو إس 10، لينكس                                         | بي إس دي البند-3 | غيت هاب                                                             |
| إف سي إي يو إكس FCEUX              | 2.2.3          | 28 يوليو 2016   | أيضًا يحاكي الأجهزة الإضافية: ن.ق.ف | ويندوز، أو إس 10، لينكس، ت.ب.ب، سولاريس                 | ر.ج.ع 2          | الصفحة الرئيسية، سورس فورج                                          |
| آي إن إي إس iNES                   | 4.9            | 1 مارس 2017     | | ويندوز، لينكس، أندرويد                                  | احتكارية         | الصفحة الرئيسية                                                     |
| هافنس halfnes                      | 061            | 16 فبراير 2016  | | ويندوز، لينكس                                           | ر.ج.ع 3          | غيت هاب                                                             |
| هيغان higan                        | 102            | 19 يناير 2017   | معروف سابقًا باسم بسنيس مضاهي متعدد الأنظمة؛ أيضًا لمنصات سوبر ن.إ.س (سوبر غيم بوي، بي إس-إكس ساتيلافيو، سوفامي توربو)، غيم بوي، غيم بوي كولر، غيم بوي أدفانس، واندرسوان/وندر سوان كلر أنظمة أخرى تتضمن: جيم جير، ميغا درايف، ماستر سيستم، توربو غرافيكس-16 | ويندوز، لينكس، فري بي إس دي                             | ر.ج.ع 3          | الصفحة الرئيسية نسخة محفوظة 24 يونيو 2017 at wayback.archive-it.org |
| IMBNes                             | 2.14           | 31 مايو 2011    | | بلاي ستيشن                                              | ر.ج.ع 2          | —                                                                   |
| جسنس jsnes                         | 0.0.0          | 28 مايو 2013    | | متصفح ويب                                               | ر.ج.ع            | غيت هاب                                                             |
| جنيس Jnes                          | 1.2.1          | 15 يناير 2017   | | ويندوز                                                  | احتكارية         | الصفحة الرئيسية نسخة محفوظة 22 أبريل 2021 على موقع واي باك مشين.    |
| nemulator                          | 4.2            | 1 مارس 2017     | مضاهي متعدد الأنظمة؛ أيضًا لمنصات ماستر سيستم و‌جيم جير | ويندوز                                                  | احتكارية         | الصفحة الرئيسية                                                     |
| ماسيفوم Macifom                    | 0.16           | 1 سبتمبر 2011   | | أو إس 10                                                | رخصة إم أي تي    | غيت هاب                                                             |
| ميسن Mesen                         | 0.7.1          | 18 فبراير 2017  | | ويندوز                                                  | ر.ج.ع 3          | الصفحة الرئيسية                                                     |
| نو كاش نيس NO$NES                  | 1.1            | 30 سبتمبر 2012  | | دوس، ويندوز                                             | مجانية           | الصفحة الرئيسية                                                     |
| نيسويد Nesoid                      | 2.5            | 29 نوفمبر 2012  | | أندرويد                                                 | ر.ج.ع 3          | سورس فورج                                                           |
| نيستن NESten                       | 0.61b1         | 11 فبراير 2001  | | ويندوز                                                  | احتكارية         | الصفحة الرئيسية                                                     |
| نستر                               | b4a            | 15 فبراير 2009  | | ويندوز                                                  | ر.ج.ع 2          | سورس فورج                                                           |
| نيستيكل NESticle                   | x.xx           | 18 أغسطس 1998   | أول مضاهي رئيسي لمنصة ن.إ.س، يتضمن محرر رسومي | دوس                                                     | احتكارية         | الصفحة الرئيسية                                                     |
| نيستوبيا Nestopia                  | 1.40           | 11 يونيو 2008   | | ويندوز، أو إس 10، لينكس                                 | ر.ج.ع 2          | الصفحة الرئيسية، سورس فورج                                          |
| نيستوبيا يو إي Nestopia UE         | 1.47           | 9 يناير 2016    | أيضًا يحاكي الأجهزة الإضافية: ن.ق.ف | ويندوز، لينكس، فري بي إس دي، أوبن بي إس دي، نت بي إس دي | ر.ج.ع 2          | الصفحة الرئيسية                                                     |
| نينتاكو Nintaco                    | 2017.04.23     | 23 أبريل 2017   | جافا بثنائيات أصلية لمدخلات المتحكم تحت منصات عدِّة. | ويندوز، أو إس 10، لينكس                                 | ر.ج.ع.ص 2.1      | الصفحة الرئيسية                                                     |
| نينتندوليتور Nintendulator         | 0.975b         | 13 ديسمبر 2016  | | ويندوز                                                  | ر.ج.ع 2          | الصفحة الرئيسية، سورس فورج                                          |
| بونيس puNES                        | 0.100          | 27 أبريل 2016   | أيضًا يحاكي الأجهزة الإضافية: ن.ق.ف | ويندوز، لينكس                                           | ر.ج.ع 2          | الصفحة الرئيسية، غيت هاب                                            |
| كويكنيس QuickNES                   | 0.00           | 18 أبريل 2012   | | ويندوز                                                  | ر.ج.ع 2          | غيت هاب                                                             |
| تي-نيسوليتور TI-NESulator          | 0.40           | 30 مايو 2008    | | ويندوز، أو إس 10، لينكس                                 | احتكارية         | الصفحة الرئيسية                                                     |
| توكسنيس TuxNES                     | 0.75           | 15 أبريل 2001   | | لينكس، فري بي إس دي، نت بي إس دي                        | ر.ج.ع 2          | سورس فورج                                                           |
| روكنيس RockNES                     | 5.41           | 20 يناير 2017   | | ويندوز                                                  | احتكارية         | الصفحة الرئيسية                                                     |
| أوبيرنس UberNES                    | 2011           | 16 مارس 2011    | | ويندوز                                                  | احتكارية         | الصفحة الرئيسية                                                     |
| فيرتشوانس VirtuaNES                | 0.97           | 14 أكتوبر 2007  | | ويندوز                                                  | ر.ج.ع 2          | الصفحة الرئيسية                                                     |
| يانيز Yanese                       | 0.89           | 21 سبتمبر 2015  | | ويندوز                                                  |                  | الصفحة الرئيسية                                                     |

#### سوبر ن.إ.س
| الاسم                     | الإصدار الحالي | تاريخ آخر إصدار | ملاحظات | المنصة                                                                                        | الترخيص                                                                    | الوصلة                                                              |
| ------------------------- | -------------- | --------------- | --- | --------------------------------------------------------------------------------------------- | -------------------------------------------------------------------------- | ------------------------------------------------------------------- |
| تشامبي CHAMPI             | 1.00           | 12 ديسمبر 1999  | | ويندوز                                                                                        | احتكارية                                                                   | —                                                                   |
| إسنس ESNES                | 0.14a          | 5 أغسطس 1997    | | ويندوز، دوس                                                                                   | احتكارية                                                                   | الصفحة الرئيسية (أرشيف)                                             |
| غريمسنس GrimSNES          | —              | 10 يوليو 1997   | | دوس                                                                                           | احتكارية                                                                   | —                                                                   |
| هيغان higan               | 102            | 19 يناير 2017   | معروف سابقًا باسم بسنيس مضاهي متعدد الأنظمة؛ أيضًا لمنصات ن.إ.س، غيم بوي، غيم بوي كولر، غيم بوي أدفانس، واندرسوان/وندر سوان كلر أنظمة أخرى تتضمن: جيم جير، ميغا درايف، ماستر سيستم، توربو غرافيكس-16 يحاكي أيضًا الأجهزة الإضافية: سوبر غيم بوي، بي إس-إكس ساتيلافيو، سوفامي توربو | ويندوز، لينكس، فري بي إس دي                                                                   | ر.ج.ع 3                                                                    | الصفحة الرئيسية نسخة محفوظة 24 يونيو 2017 at wayback.archive-it.org |
| بسنس-بلس bsnes-plus       | 073+2          | 9 نوفمبر 2015   | بسنس-بلس (أو بسنس+) هي تشعب من بسنس (مبني على بسنس-كلاسيك) يهدف إلى تقديم بعض المميزات الجديدة والتحسينات، خاصةً في المعالجة. | ويندوز، أو إس 10، لينكس، فري بي إس دي                                                         | ر.ج.ع 2                                                                    | غيت هاب                                                             |
| جون سنيس John Snes        | 3.07           | 26 نوفمبر 2015  | مضاهي سنيس لمنصة أندرويد، ويتضمن المضاهي نظام شبكي لاسلكي متعدد اللاعبين لجهازين. | أندرويد 2.3+                                                                                  | مضاهيات جون (المنشئ)                                                       | المعلومات على متجر بلاي                                             |
| نو كاش سنس no$sns         | 1.6            | 21 مارس 2016    | | ويندوز                                                                                        | احتكارية                                                                   | الصفحة الرئيسية                                                     |
| رسرسنس RSRSNES            | 0.2d           | 7 يناير 1998    | | دوس                                                                                           | احتكارية                                                                   | الصفحة الرئيسية                                                     |
| سنيس SNEeSe               | 0.853b         | 28 أغسطس 2006   | | ويندوز، أو إس 10، لينكس، فري بي إس دي                                                         | الترخيص الفني                                                              | الصفحة الرئيسية، سورس فورج غيت هاب                                  |
| سنيس9إكس Snes9x           | 1.54.1         | 15 أكتوبر 2016  | مُصدَّر على أنه "سنيس9إكس تيل" (SNES9xTYL) لمنصة ب.س.ب، "سنيس9إكس إي إكس+" (Snes9x EX+) لمنصتي أندرويد و‌آي أو إس، "سنيس9إكس" (Snes8x) لمنصتي ويندوز فون 8 و‌ويندوز آر تي. | ويندوز، أو إس 10، لينكس، فري بي إس دي، أوبن بي إس دي، أميغا أو إس 4، مورف أو إس، بلاي ستيشن 3 | رخصة شبيهة بالإم أي تي مع شرط الاستخدام غير التجاري، ر.ج.ع.ص 2.1، ر.ج.ع 2+ | الصفحة الرئيسية                                                     |
| سنيس9إكس جي إكس Snes9x GX | 4.3.2          | 9 نوفمبر 2012   | مبني على سنيس9إكس 1.5.3 | غيم كيوب، وي                                                                                  | ر.ج.ع                                                                      | غيت هاب                                                             |
| سنيسغت SNESGT             | 0.230 b6       | 30 أغسطس 2008   | أيضًا يحاكي الأجهزة الإضافية: بي إس-إكس ساتيلافيو | ويندوز                                                                                        | احتكارية                                                                   | الصفحة الرئيسية                                                     |
| سنيسويد SNesoid           | 2.2.4          | 16 يوليو 2012   | | أندرويد                                                                                       | احتكارية                                                                   | —                                                                   |
| سوبر سليوث Super Sleuth   | 1.04 p6        | 1 أغسطس 2008    | | ويندوز                                                                                        | احتكارية                                                                   | الصفحة الرئيسية (أرشيف)                                             |
| زي إس أن إي إس ZSNES      | 1.51           | 24 يناير 2007   | | ويندوز، أو إس 10، لينكس، فري بي إس دي، أوبن بي إس دي، دوس (أي إيه-32 فقط)                     | ر.ج.ع 2                                                                    | الصفحة الرئيسية                                                     |
| ميسنيمو MeSNEmu           | 1.4.4.2        | 17 أكتوبر 2014  | معروف سابقًا باسم إس.آي.أو.إس (SiOS) | آي أو إس                                                                                      | ر.ج.ع 2                                                                    | الصفحة الرئيسية                                                     |
| مصدر Provenance           | 1.0.3          | 19 يناير 2014   | مضاهي متعدد الأنظمة؛ أيضًا لمنصات (أنظمة أخرى) ماستر سيستم، جيم جير، ميغا درايف | آي أو إس                                                                                      | ر.ج.ع 2                                                                    | الصفحة الرئيسية                                                     |

#### نينتندو 64
| الاسم                     | الإصدار الحالي | تاريخ آخر إصدار | ملاحظات | المنصة                                                      | الترخيص          | الوصلة                                                          |
| ------------------------- | -------------- | --------------- | ------- | ----------------------------------------------------------- | ---------------- | --------------------------------------------------------------- |
| 1964                      | 1.2 r146       | 17 أغسطس 2012   |         | ويندوز، إكس بوكس                                            | ر.ج.ع 2          | غوغل كود (أرشيف)                                                |
| 1964 جي إس 1964js         | 0.1.21 r296    | 3 أكتوبر 2013   |         | متصفح ويب                                                   | ر.ج.ع 2          | الصفحة الرئيسية، غيت هاب                                        |
| سي.إي.إن64 CEN64          | v0.1           | 17 نوفمبر 2013  |         | ويندوز، أو إس 10، لينكس                                     | بي إس دي البند-3 | الصفحة الرئيسية، غيت هاب                                        |
| كورن Corn                 | 0.3            | 13 يوليو 2003   |         | ويندوز                                                      | احتكارية         | الصفحة الرئيسية (أرشيف)                                         |
| ديدالوس إكس64 DaedalusX64 | r1878          | 24 أغسطس 2013   |         | ويندوز، ب.س.ب                                               | ر.ج.ع 2          | الصفحة الرئيسية، غيت هاب                                        |
| مابن64 Mupen64            | 0.5.1          | 26 أغسطس 2005   |         | ويندوز، أو إس 10، لينكس، فري بي إس دي، كيو إن إكس، بي أو إس | ر.ج.ع 2          | الصفحة الرئيسية                                                 |
| مابن64 بلس Mupen64Plus    | 2.5            | 26 أبريل 2015   |         | ويندوز، أو إس 10، لينكس، فري بي إس دي                       | ر.ج.ع 2          | الصفحة الرئيسية                                                 |
| إن64 جي إس N64js          | git-b58d391335 | 7 أبريل 2013    |         | متصفح ويب                                                   | المغتربون        | N64js، الصفحة الرئيسية، غيت هاب                                 |
| نيمو64 Nemu64             | 0.8            | 23 مارس 2003    |         | ويندوز                                                      | احتكارية         | الصفحة الرئيسية نسخة محفوظة 6 يناير 2016 على موقع واي باك مشين. |
| بروجكت64 Project64        | 2.3.2          | 23 يناير 2017   |         | ويندوز، إكس بوكس                                            | ر.ج.ع 2          | الصفحة الرئيسية، غيت هاب                                        |
| سكستيفورس sixtyforce      | 1.0.1          | 22 ديسمبر 2015  |         | أو إس 10                                                    | احتكارية         | الصفحة الرئيسية                                                 |
| سوفت64 Soft64             | git            | نوفمبر 2015     |         | ويندوز                                                      | ر.ج.ع 3          | الصفحة الرئيسية                                                 |
| ألترا إتش إل إي UltraHLE  | 1.0.0          | 28 يناير 1999   |         | ويندوز، إكس بوكس                                            | احتكارية         | الصفحة الرئيسية                                                 |
| وي64 Wii64                | 1.0.0          |                 |         | وي                                                          | احتكارية         | الصفحة الرئيسية                                                 |

#### غيم كيوب
| الاسم         | الإصدار الحالي | تاريخ آخر إصدار | ملاحظات                                | المنصة                           | الترخيص      | الوصلة                     |
| ------------- | -------------- | --------------- | -------------------------------------- | -------------------------------- | ------------ | -------------------------- |
| دولين Dolwin  | 0.10           | 11 يناير 2005   |                                        | ويندوز                           | مفتوح المصدر | الصفحة الرئيسية، سورس فورج |
| غيكو Gekko    | 0.3.1          | 12 أغسطس 2010   |                                        | ويندوز، لينكس                    | ر.ج.ع 2      | غوغل كود (أرشيف)           |
| دلفين Dolphin | 5.0            | 24 يونيو 2016   | أيضًا لمنصة وي يشغل جميع ألعاب غيم كيوب | ويندوز، أو إس 10، لينكس، أندرويد | ر.ج.ع 2+     | الصفحة الرئيسية، غيت هاب   |

#### وي
| الاسم         | الإصدار الحالي | تاريخ آخر إصدار | ملاحظات             | المنصة                           | الترخيص  | الوصلة                   |
| ------------- | -------------- | --------------- | ------------------- | -------------------------------- | -------- | ------------------------ |
| دلفين Dolphin | 5.0            | 24 يونيو 2016   | أيضًا لمنصة غيم كيوب | ويندوز، أو إس 10، لينكس، أندرويد | ر.ج.ع 2+ | الصفحة الرئيسية، غيت هاب |

#### وي يو
| الاسم       | الإصدار الحالي | تاريخ آخر إصدار | ملاحظات                                                               | المنصة        | الترخيص  | الوصلة          |
| ----------- | -------------- | --------------- | --------------------------------------------------------------------- | ------------- | -------- | --------------- |
| سيمو Cemu   | 1.7.4          | 9 أبريل 2017    | أول مضاهي لمنصة وي يو ولمنصة منزلية من الجيل الثامن تشغل ألعاب تجارية | ويندوز        | احتكارية | الصفحة الرئيسية |
| ديكاف Decaf | لم يُنشَر بعد    |                 |                                                                       | ويندوز، لينكس | ر.ج.ع 2+ | غيت هاب         |

### المحمولة

#### غيم بوي/غيم بوي كولر
| الاسم                                          | الإصدار الحالي                                    | تاريخ آخر إصدار | ملاحظات | المنصة                                       | الترخيص                        | الوصلة                                                              |
| ---------------------------------------------- | ------------------------------------------------- | --------------- | --- | -------------------------------------------- | ------------------------------ | ------------------------------------------------------------------- |
| بي جي بي BGB                                   | 1.5.3                                             | 4 مارس 2017     | يحاكي أيضًا الأجهزة الإضافية لمنصة سوبر ن.إ.س: سوبر غيم بوي | ويندوز                                       | —                              | الصفحة الرئيسية                                                     |
| غامبات Gambatte                                | git-f9fb003                                       | 22 مارس 2015    | | ويندوز، أو إس 10، لينكس، ت.ب.ب               | ر.ج.ع 2                        | فري كود، غيت هاب                                                    |
| جي بي المُحسَّن GB Enhanced                       | 1.0                                               | 1 أبريل 2014    | لمنصة غيم بوي فقط |                                              | ر.ج.ع 2                        | غيت هاب                                                             |
| جي بي إيه 4 آي أو إس GBA4iOS                   | 2.1                                               | 18 نوفمبر 2014  | أيضًا لمنصة غيم بوي أدفانس. لا زال يعمل مع آخر إصدار من آي أو إس. | آي أو إس                                     | —                              | الصفحة الرئيسية                                                     |
| جي بي إي+ GBE+                                 | 1.0                                               | 26 يونيو 2016   | استمرار جي بي المُحسَّن لمنصة غيم بوي فقط أيضًا لمنصة غيم بوي أدفانس |                                              | ر.ج.ع 2                        | غيت هاب                                                             |
| غيربوي Gearboy                                 | 2.3.1                                             | 13 يناير 2017   | | آي أو إس، ويندوز، أو إس 10، لينكس، رسبري باي | ر.ج.ع 3                        | غيت هاب                                                             |
| جنوبوي GNUboy                                  | 1.0.3                                             | 8 ديسمبر 2001   | لمنصة غيم بوي فقط | أميغا أو إس، لينكس، متعدد المنصات            | ر.ج.ع                          |                                                                     |
| غومبا Goomba                                   | 2.3                                               | 17 سبتمبر 2005  | | غيم بوي أدفانس، نينتندو دي إس                | احتكارية                       | الصفحة الرئيسية                                                     |
| غومبا باليتد Goomba Paletted                   | 2.40                                              | 31 يناير 2011   | | غيم بوي أدفانس، نينتندو دي إس                | ر.ج.ع                          | الصفحة الرئيسية                                                     |
| هيغان higan                                    | 102                                               | 19 يناير 2017   | معروف سابقًا باسم بسنيس مضاهي متعدد الأنظمة؛ أيضًا لمنصات غيم بوي أدفانس، ن.إ.س، سوبر ن.إ.س (سوبر غيم بوي، بي إس-إكس ساتيلافيو، سوفامي توربو)، واندرسوان/وندر سوان كلر أنظمة أخرى تتضمن: جيم جير، ميغا درايف، ماستر سيستم، توربو غرافيكس-16 | ويندوز، لينكس، فري بي إس دي                  | ر.ج.ع 3                        | الصفحة الرئيسية نسخة محفوظة 24 يونيو 2017 at wayback.archive-it.org |
| كيغب KiGB                                      | 2.0.5                                             | 27 سبتمبر 2008  | | ويندوز، ماك أو إس                            | احتكارية                       | الصفحة الرئيسية                                                     |
| نو كاش جي إم بي NO$GMB                         | 2.5                                               | 23 يوليو 2000   | | دوس، ويندوز                                  | مجانية / تجريبية (كولر)        | الصفحة الرئيسية                                                     |
| فوونيكس Phoinix                                | 1.4.2                                             | 14 يونيو 2008   | لمنصة غيم بوي فقط | بالم أو إس                                   | ر.ج.ع                          | سورس فورج                                                           |
| بيتزا بوي Pizza Boy                            | 1.4.5                                             | 10 مارس 2017    | | أندرويد                                      | احتكارية                       | غوغل بلاي                                                           |
| في جي بي VGB                                   | 5.1                                               | 8 فبراير 2017   | | ويندوز، لينكس                                | مجانية                         |                                                                     |
| فيجوال بوي أدفانس VisualBoyAdvance             | 1.7.2 (ويندوز) / 1.7.4 (أو إس 10) / 1.7.1 (لينكس) | 25 مايو 2004    | أيضًا لمنصة غيم بوي أدفانس | ويندوز، أو إس 10، لينكس، بي أو إس            | ر.ج.ع                          | الصفحة الرئيسية                                                     |
| فيجوال بوي أدفانس 2 VisualBoyAdvance 2         | SVN246                                            | 23 فبراير 2010  | استمرار لفيجوال بوي أدفانس أيضًا لمنصة غيم بوي أدفانس | ويندوز، لينكس                                | ر.ج.ع 3                        | غوغل كود (أرشيف)                                                    |
| فيجوال بوي أدفانس جي إكس Visual Boy Advance GX | 2.2.8                                             | 7 يوليو 2012    | منفذ معدَّل من فيجوال بوي أدفانس-إم أيضًا لمنصة غيم بوي أدفانس | غيم كيوب، وي                                 | ر.ج.ع                          | غيت هاب                                                             |
| فيجوال بوي أدفانس-إم VisualBoyAdvance-M        | 2.0.0 Beta 3                                      | 14 ديسمبر 2016  | استمرار لفيجوال بوي أدفانس أيضًا لمنصة غيم بوي أدفانس | ويندوز، لينكس                                | ر.ج.ع                          | الصفحة الرئيسية سورس فورج                                           |
| زونكا-لاد Wzonka-Lad                           | 1.03                                              | 3 يناير 2004    | لمنصة غيم بوي فقط | أميغا                                        | تجريبية (سابقًا)، ر.ج.ع (حاليًا) | الصفحة الرئيسية                                                     |
| زي بوي zBoy                                    | 0.60                                              | 30 أبريل 2015   | لمنصة غيم بوي فقط | ويندوز، لينكس، دوس                           | ر.ج.ع 3                        | الصفحة الرئيسية                                                     |
| جبكويد GBCoid                                  | 1.8.6                                             | 15 نوفمبر 2012  | لمنصة غيم بوي كولر فقط | أندرويد                                      | ر.ج.ع                          | سورس فورج                                                           |

#### غيم بوي أدفانس
| الاسم                                          | الإصدار الحالي                                    | تاريخ آخر إصدار | ملاحظات | المنصة                                                                | الترخيص | الوصلة                                                              |
| ---------------------------------------------- | ------------------------------------------------- | --------------- | --- | --------------------------------------------------------------------- | ------- | ------------------------------------------------------------------- |
| بويكوت أدفانس Boycott Advance                  | 0.4.0                                             | 27 سبتمبر 2008  | | ويندوز، ماك أو إس، بي أو إس، لينكس، فري بي إس دي، آلة جافا الافتراضية | —       | الصفحة الرئيسية                                                     |
| آيدياس iDeaS                                   | 1.0.4.0                                           | 12 فبراير 2012  | أيضًا لمنصة نينتندو دي إس | ويندوز، لينكس                                                         |         | الصفحة الرئيسية                                                     |
| يود جي بي إيه IodineGBA                        | git-5558faabd3                                    | 10 ديسمبر 2013  | | متصفح ويب                                                             | ر.ج.ع 2 | الصفحة الرئيسية، غيت هاب                                            |
| جي بي إيه 4 آي أو إس GBA4iOS                   | 2.1                                               | 18 نوفمبر 2014  | أيضًا لمنصتي غيم بوي و‌غيم بوي كولر | آي أو إس                                                              | —       | الصفحة الرئيسية                                                     |
| جي بي إي+ GBE+                                 | 1.0                                               | 16 يونيو 2016   | استمرار جي بي المُحسَّن أيضًا لمنصة غيم بوي |                                                                       | ر.ج.ع 2 | غيت هاب                                                             |
| مضاهي غ.ب.أ 2016 GBA Emulator 2016             | 9.3                                               | 18 فبراير 2015  | أيضًا لمنصتي غيم بوي و‌غيم بوي كولر | آي أو إس                                                              | ر.ج.ع 2 | الصفحة الرئيسية                                                     |
| هيغان higan                                    | 102                                               | 19 يناير 2017   | معروف سابقًا باسم بسنيس مضاهي متعدد الأنظمة؛ أيضًا لمنصات غيم بوي، غيم بوي كولر، ن.إ.س، سوبر ن.إ.س (سوبر غيم بوي، بي إس-إكس ساتيلافيو، سوفامي توربو)، واندرسوان/وندر سوان كلر أنظمة أخرى تتضمن: جيم جير، ميغا درايف، ماستر سيستم، توربو غرافيكس-16 | ويندوز، لينكس، فري بي إس دي                                           | ر.ج.ع 3 | الصفحة الرئيسية نسخة محفوظة 24 يونيو 2017 at wayback.archive-it.org |
| م.غ.ب.أ mGBA                                   | 0.5.2                                             | 31 ديسمبر 2016  | أيضًا لمنصتي غيم بوي و‌غيم بوي كولر | ويندوز، لينكس، أو إس 10، فري بي إس دي                                 | ر.م.ع 2 | الصفحة الرئيسية، غيت هاب                                            |
| نو كاش جي بي إيه NO$GBA                        | 2.8e                                              | 11 فبراير 2017  | أيضًا لمنصة نينتندو دي إس | دوس، ويندوز                                                           | مجانية  | الصفحة الرئيسية                                                     |
| بوكيت غ.ب.أ PocketGBA                          | 060723                                            | 24 يوليو 2006   | | بوكيت بي سي Pocket PC                                                 | —       | الصفحة الرئيسية                                                     |
| ف.غ.ب.أ VGBA                                   | 5.4                                               | 26 يناير 2017   | | ويندوز، لينكس، أندرويد                                                | مجانية  |                                                                     |
| فيجوال بوي أدفانس VisualBoyAdvance             | 1.7.2 (ويندوز) / 1.7.4 (أو إس 10) / 1.7.1 (لينكس) | 25 مايو 2004    | أيضًا لمنصتي غيم بوي و‌غيم بوي كولر | ويندوز، أو إس 10، لينكس، بي أو إس                                     | ر.ج.ع   | الصفحة الرئيسية                                                     |
| فيجوال بوي أدفانس 2 VisualBoyAdvance 2         | SVN246                                            | 23 فبراير 2010  | استمرار لفيجوال بوي أدفانس أيضًا لمنصتي غيم بوي و‌غيم بوي كولر | ويندوز، لينكس                                                         | ر.ج.ع 3 | غوغل كود (أرشيف)                                                    |
| فيجوال بوي أدفانس جي إكس Visual Boy Advance GX | 2.2.8                                             | 7 يوليو 2012    | منفذ معدَّل من فيجوال بوي أدفانس-إم أيضًا لمنصتي غيم بوي و‌غيم بوي كولر | غيم كيوب، وي                                                          | ر.ج.ع   | غيت هاب                                                             |
| فيجوال بوي أدفانس-إم VisualBoyAdvance-M        | 2.0.0 Beta 3                                      | 14 ديسمبر 2016  | استمرار لفيجوال بوي أدفانس أيضًا لمنصتي غيم بوي و‌غيم بوي كولر | ويندوز، لينكس                                                         | ر.ج.ع   | الصفحة الرئيسية سورس فورج                                           |

#### نينتندو دي إس
| الاسم                       | الإصدار الحالي                            | تاريخ آخر إصدار | ملاحظات                                                   | المنصة                                                                                          | الترخيص                          | الوصلة                             |
| --------------------------- | ----------------------------------------- | --------------- | --------------------------------------------------------- | ----------------------------------------------------------------------------------------------- | -------------------------------- | ---------------------------------- |
| داشايني dasShiny            | git-c2ed70905e                            | 4 أغسطس 2013    |                                                           | ويندوز، أو إس 10، لينكس                                                                         | ر.ج.ع 3                          | غيت هاب                            |
| ديسمومي DeSmuME             | 0.9.11                                    | 14 أبريل 2015   | معروف سابقًا باسم يوب يوب دي إس                            | ويندوز، أو إس 10، لينكس، فري بي إس دي، أوبن بي إس دي، أميغا أو إس 4، إكس بوكس، إكس بوكس 360، وي | ر.ج.ع 2                          | الصفحة الرئيسية، بيلد بوت، غيت هاب |
| دراستيك DraStic             | r 2.4.0.1a (أندرويد) / 2.1.6.1p (باندورا) | 2 أغسطس 2015    |                                                           | أندرويد، باندورا                                                                                | احتكارية (متاح على إنكوايري)     | الصفحة الرئيسية 1، 2 3، غوغل بلاي  |
| دووس DuoS                   | 1.0                                       | —               |                                                           | ويندوز                                                                                          | —                                | الصفحة الرئيسية                    |
| إنسيتا Ensata               | 1.4e                                      | 16 مارس 2007    |                                                           | ويندوز                                                                                          | احتكارية (المطورون الرسميون فقط) | الصفحة الرئيسية                    |
| آيدياس iDeaS                | 1.0.4.0                                   | 12 فبراير 2012  | أيضًا لمنصة غيم بوي أدفانس                                 | ويندوز، لينكس                                                                                   |                                  | الصفحة الرئيسية                    |
| ن.د.س4درويد nds4droid       | 46                                        | 9 ديسمبر 2014   | مبني على ديسمومي                                          | أندرويد                                                                                         | ر.ج.ع 2                          | الصفحة الرئيسية، سورس فورج         |
| إن دي إس 4 آي أو إس nds4ios | 0r37-272-gdca7ea0                         | 27 يوليو 2014   | مضاهي نينتندو دي إس لجهازي آيفون وآيباد.                  | آي أو إس                                                                                        | ر.ج.ع 2+                         | الصفحة الرئيسية، غيت هاب           |
| نو كاش جي بي إيه NO$GBA     | 2.8e                                      | 11 فبراير 2017  | أيضًا لمنصات غيم بوي أدفانس و‌نينتندو دي إس آي و‌بوكيت ستيشن | دوس، ويندوز                                                                                     | مجانية                           | الصفحة الرئيسية                    |
| ميلون دي إس melonDS         | 0.2                                       | 24 أبريل 2017   |                                                           | ويندوز، لينكس                                                                                   | ر.ج.ع 3                          | الصفحة الرئيسية غيت هاب آب فيور    |
| ميدوسا medusa               | alpha 1                                   | 7 أبريل 2017    |                                                           | ويندوز، لينكس                                                                                   | ر.م.ع 2                          | الصفحة الرئيسية غيت هاب            |

#### نينتندو 3دي إس
| الاسم             | الإصدار الحالي | تاريخ آخر إصدار | ملاحظات | المنصة                  | الترخيص | الوصلة                   |
| ----------------- | -------------- | --------------- | ------- | ----------------------- | ------- | ------------------------ |
| سيترا Citra       | قيد التطوير    | قيد التطوير     |         | أو إس 10، ويندوز، لينكس | ر.ج.ع 2 | الصفحة الرئيسية، غيت هاب |
| 3دموو 3dmoo       | لم يُنشَر بعد    | 24 فبراير 2015  |         | ماك أوس، ويندوز، لينكس  | ر.ج.ع 2 | غيت هاب                  |
| ترون دي إس TronDS | 1.0.0.5        | 22 فبراير 2015  |         | ويندوز                  | مجانية  | الصفحة الرئيسية          |
| إكس دي إس XDS     | قيد التطوير    | قيد التطوير     |         | ويندوز                  | ر.ج.ع 2 | غيت هاب                  |

#### بوكيمون ميني
| الاسم                        | الإصدار الحالي | تاريخ آخر إصدار | ملاحظات                                                                                 | المنصة | الترخيص | الوصلة  |
| ---------------------------- | -------------- | --------------- | --------------------------------------------------------------------------------------- | ------ | ------- | ------- |
| في بي جين-أو في آر VBjin-OVR | 2.0            | 29 يوليو 2014   | في بي جين-أو في آر هو مضاهي فيرتشوال بوي لمنصة ويندوز بدعم لجهاز عرض أوكيلس ريفت في آر. | ويندوز | ر.ج.ع 2 | غيت هاب |

#### فيرتشوال بوي
| الاسم                        | الإصدار الحالي | تاريخ آخر إصدار | ملاحظات | المنصة                                                                | الترخيص | الوصلة                                          |
| ---------------------------- | -------------- | --------------- | --- | --------------------------------------------------------------------- | ------- | ----------------------------------------------- |
| ميدنافن Mednafen             | 0.9.43         | 1 مارس 2017     | مضاهي متعدد الأنظمة؛ أيضًا لمنصات ن.إ.س، سوبر ن.إ.س، غيم بوي، غيم بوي كولر، غيم بوي أدفانس أنظمة أخرى تتضمن: أتاري لينكس، ماستر سيستم، جيم جير، ميغا درايف، بلاي ستيشن، نيو جيو بوكيت، نيو جيو بوكيت كولر، واندرسوان، توربو غرافيكس-16 (توربو غرافيكس-سي دي)، سوبر غرافيكس، بي سي-إف إكس | ويندوز، أو إس 10، لينكس، فري بي إس دي، أوبن بي إس دي، نت بي إس دي، وي | ر.ج.ع 2 | الصفحة الرئيسية                                 |
| في بي جين VBjin              | SVN61          | 21 مايو 2010    | | ويندوز                                                                | ر.ج.ع 2 | غوغل كود (أرشيف)                                |
| في بي جين-أو في آر VBjin-OVR | 2.0            | 29 يوليو 2014   | في بي جين-أو في آر هو مضاهي فيرتشوال بوي لمنصة ويندوز بدعم لجهاز عرض أوكيلس ريفت في آر. | ويندوز                                                                | ر.ج.ع 2 | غيت هاب                                         |
| ريد دراغون Red Dragon        | 0.38           | 24 سبتمبر 2004  | | ويندوز                                                                | —       | نسخة محفوظة 29 مارس 2020 على موقع واي باك مشين. |

## سيغا

### س.ج-1000/إس سي-3000
| الاسم                              | الإصدار الحالي                                | تاريخ آخر إصدار | ملاحظات | المنصة                     | الترخيص  | الوصلة                   |
| ---------------------------------- | --------------------------------------------- | --------------- | --- | -------------------------- | -------- | ------------------------ |
| كراب إمو CrabEmu                   | 0.2.0                                         | 27 فبراير 2013  | مضاهي متعدد الأنظمة؛ أيضًا لمنصات ماستر سيستم، جيم جير أنظمة أخرى تتضمن: ن.إ.س، كوليكو فيجن | أو إس 10، لينكس، دريم كاست | ر.ج.ع 2  | سورس فورج                |
| جينيسيس بلس جي إكس Genesis Plus GX | 1.7.4                                         | 21 يونيو 2013   | مضاهي متعدد الأنظمة؛ أيضًا لمنصات سيغا مارك 3، ماستر سيستم، جيم جير، ميغا درايف (سيجا سي دي)، بيكو                                                                                                  | غيم كيوب، وي               | مجانية   | الصفحة الرئيسية          |
| كيغا فيوجن Kega Fusion             | 3.64 (ويندوز)، 3.63i (ماك أوس)، 3.63x (لينكس) | 7 مارس 2010     | مضاهي متعدد الأنظمة؛ أيضًا لمنصات ماستر سيستم، جيم جير، بيكو، ميغا درايف (سيجا سي دي، 32إكس، سي في بي)                                                                                              | ويندوز، أو إس 10، لينكس    | مجانية   | الصفحة الرئيسية          |
| أوبن إيمو OpenEmu                  | 1.0.4                                         | 15 أكتوبر 2014  | لمنصة س.ج-1000 فقط مضاهي متعدد الأنظمة؛ أيضًا لمنصات ماستر سيستم، جيم جير، ميغا درايف أنظمة أخرى تتضمن: ن.إ.س، سوبر ن.إ.س، غيم بوي، غيم بوي كولر، غيم بوي أدفانس، نيو جيو بوكيت، نيو جيو بوكيت كولر | أو إس 10                   | بي إس دي | الصفحة الرئيسية، غيت هاب |
| ميكا MEKA                          | 0.73                                          | 30 مايو 2010    | مضاهي متعدد الأنظمة لمنصات س.ج-1000، سيغا مارك 3، إس سي-3000، ماستر سيستم، جيم جير | ويندوز، لينكس              | ت.ب.ب    | الصفحة الرئيسية غيت هاب  |

### ماستر سيستم/جيم جير
| الاسم                              | الإصدار الحالي                                | تاريخ آخر إصدار | ملاحظات | المنصة                                                                | الترخيص  | الوصلة                                                              |
| ---------------------------------- | --------------------------------------------- | --------------- | --- | --------------------------------------------------------------------- | -------- | ------------------------------------------------------------------- |
| كراب إمو CrabEmu                   | 0.2.0                                         | 27 فبراير 2013  | مضاهي متعدد الأنظمة؛ أيضًا لمنصات س.ج-1000 أنظمة أخرى تتضمن: ن.إ.س، كوليكو فيجن | أو إس 10، لينكس، دريم كاست                                            | ر.ج.ع 2  | سورس فورج                                                           |
| دي إس ماستر بلس DSMasterPlus       | 1.3                                           | 20 أغسطس 2007   | | نينتندو دي إس                                                         | —        | الصفحة الرئيسية                                                     |
| غيرسيستم Gearsystem                | 2.2                                           | 3 مارس 2016     | | آي أو إس، ويندوز، أو إس 10، لينكس، رسبري باي                          | ر.ج.ع 3  | غيت هاب                                                             |
| جينيسيس بلس جي إكس Genesis Plus GX | 1.7.5 RC1                                     | 14 يوليو 2014   | مضاهي متعدد الأنظمة؛ أيضًا لمنصات س.ج-1000، إس سي-3000، سيغا مارك 3، ميغا درايف (سيجا سي دي)، بيكو | غيم كيوب، وي                                                          | مجانية   | الصفحة الرئيسية                                                     |
| هيغان higan                        | 102                                           | 19 يناير 2017   | معروف سابقًا باسم بسنيس مضاهي متعدد الأنظمة؛ أيضًا لمنصات ميغا درايف، توربو غرافيكس-16 أنظمة أخرى تتضمن: ن.إ.س، سوبر ن.إ.س (سوبر غيم بوي، بي إس-إكس ساتيلافيو، سوفامي توربو)، غيم بوي، غيم بوي كولر، غيم بوي أدفانس، واندرسوان/وندر سوان كلر                                              | ويندوز، لينكس، فري بي إس دي                                           | ر.ج.ع 3  | الصفحة الرئيسية نسخة محفوظة 24 يونيو 2017 at wayback.archive-it.org |
| جي إس إس إم إس jsSMS               | git-9ed0ac0b09                                | 26 نوفمبر 2013  | | متصفح ويب                                                             | ر.ج.ع 3  | غيت هاب                                                             |
| كيغا فيوجن Kega Fusion             | 3.64 (ويندوز)، 3.63i (ماك أوس)، 3.63x (لينكس) | 7 مارس 2010     | مضاهي متعدد الأنظمة؛ أيضًا لمنصات س.ج-1000، إس سي-3000، بيكو، ميغا درايف (سيجا سي دي، 32إكس، سي في بي) | ويندوز، أو إس 10، لينكس                                               | مجانية   | الصفحة الرئيسية                                                     |
| ماستر إمو MasterEmu                | 2.5                                           | 18 يناير 2017   | | أندرويد                                                               | فريميوم  | الصفحة الرئيسية                                                     |
| ماسترغير MasterGear                | 3.7                                           | 15 فبراير 2017  | | ويندوز، لينكس، دريم كاست                                              | احتكارية | الصفحة الرئيسية                                                     |
| ميدنافن Mednafen                   | 0.9.43                                        | 1 مارس 2017     | مضاهي متعدد الأنظمة؛ أيضًا لمنصات ن.إ.س، سوبر ن.إ.س، غيم بوي، غيم بوي كولر، غيم بوي أدفانس أنظمة أخرى تتضمن: أتاري لينكس، ماستر سيستم، جيم جير، ميغا درايف، بلاي ستيشن، نيو جيو بوكيت، نيو جيو بوكيت كولر، واندرسوان، توربو غرافيكس-16 (توربو غرافيكس-سي دي)، سوبر غرافيكس، بي سي-إف إكس | ويندوز، أو إس 10، لينكس، فري بي إس دي، أوبن بي إس دي، نت بي إس دي، وي | ر.ج.ع 2  | الصفحة الرئيسية                                                     |
| ميكا MEKA                          | 0.73                                          | 30 مايو 2010    | مضاهي متعدد الأنظمة لمنصات س.ج-1000، سيغا مارك 3، إس سي-3000، ماستر سيستم، جيم جير | ويندوز، لينكس                                                         | ت.ب.ب    | الصفحة الرئيسية غيت هاب                                             |
| مصدر Provenance                    | 1.0.3                                         | 19 يناير 2014   | مضاهي متعدد الأنظمة؛ أيضًا لمنصات ميغا درايف (سيجا سي دي) أنظمة أخرى تتضمن: ن.إ.س، س.ن.إ.س، غيم بوي، غيم بوي كولر، غيم بوي أدفانس | آي أو إس                                                              | مجانية   | الصفحة الرئيسية                                                     |
| نميوليتر nemulator                 | 4.2                                           | 1 مارس 2017     | مضاهي متعدد الأنظمة؛ أيضًا لمنصات ن.إ.س | ويندوز                                                                | احتكارية | الصفحة الرئيسية                                                     |
| بي آر إس إم إس BrSMS               | 20r                                           | 12 أبريل 1999   | مضاهي متعدد الأنظمة؛ أيضًا لمنصات س.ج-1000، إس سي-3000، جيم جير | دوس                                                                   | احتكارية | الصفحة الرئيسية نسخة محفوظة 15 أكتوبر 2002 على موقع واي باك مشين.   |
| إس إم إس بلس SMS Plus              | 1.3                                           | 11 فبراير 2007  | أيضًا لمنصة جيم جير | ويندوز، لينكس                                                         | ر.ج.ع    | الصفحة الرئيسية                                                     |

### ميجا درايف
| الاسم                              | الإصدار الحالي                                | تاريخ آخر إصدار | ملاحظات | المنصة                                                                | الترخيص | الوصلة                                                              |
| ---------------------------------- | --------------------------------------------- | --------------- | --- | --------------------------------------------------------------------- | ------- | ------------------------------------------------------------------- |
| بلاست إم BlastEm                   | 0.4.1                                         | 6 أغسطس 2016    | | ويندوز، أو إس 10، لينكس                                               | ر.ج.ع 3 | الصفحة الرئيسية                                                     |
| دجين/إس دي إل Dgen/SDL             | 1.33                                          | 26 يوليو 2014   | | ويندوز، لينكس                                                         | ت.ب.ب   | الصفحة الرئيسية                                                     |
| إميجنس بلس EmiGens Plus            | 1.0.0.14                                      | 5 سبتمبر 2013   | أيضًا لمنصة جيم جير يحاكي أيضًا الأجهزة الإضافية: سيجا سي دي و‌32إكس | ويندوز فون، سيمبيان                                                   | —       | —                                                                   |
| إكسدس Exodus                       | 2.0.1                                         | 30 أبريل 2015   | | ويندوز                                                                | MS-RL   | الصفحة الرئيسية                                                     |
| جينيسست Genecyst                   | x.xx                                          | 18 أغسطس 1998   | | دوس                                                                   | مجانية  | الصفحة الرئيسية نسخة محفوظة 19 يونيو 2000 على موقع واي باك مشين.    |
| في جين VGen                        | x.xx                                          | 18 أغسطس 1998   | | دوس                                                                   | مجانية  | الصفحة الرئيسية                                                     |
| جينيسيس بلس Genesis Plus           | 1.3.1                                         | 17 يناير 2010   | | أميغا أو إس 4، ويندوز، ماك أو إس، دريم كاست، غيم كيوب، وي             | مجانية  | الصفحة الرئيسية 1، 2                                                |
| جينيسيس بلس جي إكس Genesis Plus GX | 1.7.4                                         | 21 يونيو 2013   | مضاهي متعدد الأنظمة؛ أيضًا لمنصات س.ج-1000، إس سي-3000، سيغا مارك 3، ماستر سيستم، جيم جير، بيكو أيضًا يحاكي الأجهزة الإضافية: سيجا سي دي | غيم كيوب، وي                                                          | مجانية  | الصفحة الرئيسية، غيت هاب                                            |
| جينس Gens                          | 2.14                                          | 21 مايو 2006    | يحاكي أيضًا الأجهزة الإضافية: سيجا سي دي و‌32إكس | ويندوز، لينكس، بالم                                                   | ر.ج.ع   | الصفحة الرئيسية                                                     |
| جينس/جي إس Gens/GS                 | r7                                            | 23 فبراير 2010  | يحاكي أيضًا الأجهزة الإضافية: سيجا سي دي و‌32إكس | ويندوز، لينكس                                                         | ر.ج.ع   | الصفحة الرئيسية                                                     |
| جينس32 سوريل Gens32 Surreal        | 1.90 Std                                      | 17 أكتوبر 2013  | يحاكي أيضًا الأجهزة الإضافية: سيجا سي دي و‌32إكس | ويندوز                                                                | مجانية  | الصفحة الرئيسية (أرشيف)                                             |
| هيغان higan                        | 102                                           | 19 يناير 2017   | معروف سابقًا باسم بسنيس مضاهي متعدد الأنظمة؛ أيضًا لمنصات جيم جير، ماستر سيستم، توربو غرافيكس-16 أنظمة أخرى تتضمن: ن.إ.س، سوبر ن.إ.س (سوبر غيم بوي، بي إس-إكس ساتيلافيو، سوفامي توربو)، غيم بوي، غيم بوي كولر، غيم بوي أدفانس، واندرسوان/وندر سوان كلر                                    | ويندوز، لينكس، فري بي إس دي                                           | ر.ج.ع 3 | الصفحة الرئيسية نسخة محفوظة 24 يونيو 2017 at wayback.archive-it.org |
| كيغا فيوجن Kega Fusion             | 3.64 (ويندوز)، 3.63i (ماك أوس)، 3.63x (لينكس) | 7 مارس 2010     | مضاهي متعدد الأنظمة؛ أيضًا لمنصات س.ج-1000، إس سي-3000، ماستر سيستم، جيم جير، بيكو يحاكي أيضًا الأجهزة الإضافية: سيجا سي دي، 32إكس، سي في بي | ويندوز، أو إس 10، لينكس                                               | مجانية  | الصفحة الرئيسية                                                     |
| كيه جين KGen                       | V0.34b                                        | 10 يونيو 1998   | | دوس                                                                   | مجانية  | الصفحة الرئيسية                                                     |
| ميدنافن Mednafen                   | 0.9.43                                        | 1 مارس 2017     | مضاهي متعدد الأنظمة؛ أيضًا لمنصات ن.إ.س، سوبر ن.إ.س، غيم بوي، غيم بوي كولر، غيم بوي أدفانس أنظمة أخرى تتضمن: أتاري لينكس، ماستر سيستم، جيم جير، ميغا درايف، بلاي ستيشن، نيو جيو بوكيت، نيو جيو بوكيت كولر، واندرسوان، توربو غرافيكس-16 (توربو غرافيكس-سي دي)، سوبر غرافيكس، بي سي-إف إكس | ويندوز، أو إس 10، لينكس، فري بي إس دي، أوبن بي إس دي، نت بي إس دي، وي | ر.ج.ع 2 | الصفحة الرئيسية                                                     |
| مصدر Provenance                    | 1.0.3                                         | 19 يناير 2014   | مضاهي متعدد الأنظمة؛ أيضًا لمنصتي ماستر سيستم و‌جيم جير أنظمة أخرى تتضمن: ن.إ.س، سوبر ن.إ.س، غيم بوي، غيم بوي كولر، غيم بوي أدفانس | آي أو إس                                                              | مجانية  | الصفحة الرئيسية                                                     |

### سيجا ساترن
| الاسم                | الإصدار الحالي                                                       | تاريخ آخر إصدار | ملاحظات | المنصة | الترخيص              | الوصلة                                                           |
| -------------------- | -------------------------------------------------------------------- | --------------- | --- | --- | -------------------- | ---------------------------------------------------------------- |
| غيري غيري GiriGiri   | 0.6a                                                                 | 2003            | | ويندوز | مجانية، لاحقًا تجارية | الصفحة الرئيسية (أرشيف)                                          |
| ميدنافن Mednafen     | 0.9.43                                                               | 1 مارس 2017     | مضاهي متعدد الأنظمة؛ أيضًا لمنصات ن.إ.س، سوبر ن.إ.س، غيم بوي، غيم بوي كولر، غيم بوي أدفانس أنظمة أخرى تتضمن: أتاري لينكس، ماستر سيستم، جيم جير، ميغا درايف، بلاي ستيشن، نيو جيو بوكيت، نيو جيو بوكيت كولر، واندرسوان، توربو غرافيكس-16 (توربو غرافيكس-سي دي)، سوبر غرافيكس، بي سي-إف إكس | ويندوز، أو إس 10، لينكس، فري بي إس دي، أوبن بي إس دي، نت بي إس دي، وي                                        | ر.ج.ع 2              | الصفحة الرئيسية                                                  |
| إس إس إف SSF         | 0.12 beta R4                                                         | 8 يونيو 2013    | أيضًا لمنصة سيغا تيتان فيديو | ويندوز | مجانية               | الصفحة الرئيسية 1، 2                                             |
| ساترن.إمو Saturn.emu | 1.5.27 (أندرويد) 1.5.19 (آي أو إس) 1.5.14 (لينكس) 1.4.32 (ويب أو إس) | 30 نوفمبر 2016  | إصدارات أحدث تحتاج معالجات أرم7 (ARMv7) أو إكس 86 (X86). | أندرويد، آي أو إس، ويب أو إس، لينكس                                                                          | ر.ج.ع 2              | الصفحة الرئيسية نسخة محفوظة 18 يناير 2021 على موقع واي باك مشين. |
| ياباوس Yabause       | 0.9.15                                                               | 24 أغسطس 2016   | | ويندوز، أو إس 10، لينكس، أندرويد، فري بي إس دي، أوبن بي إس دي، نت بي إس دي، دريم كاست، وي، بلاي ستيشن بورتبل | ر.ج.ع 2              | الصفحة الرئيسية، غيت هاب                                         |

### دريم كاست
| الاسم                | الإصدار الحالي | تاريخ آخر إصدار | ملاحظات                                                    | المنصة                                                                | الترخيص                     | الوصلة                            |
| -------------------- | -------------- | --------------- | ---------------------------------------------------------- | --------------------------------------------------------------------- | --------------------------- | --------------------------------- |
| تشانكاست Chankast    | Alpha 0.25     | 7 يوليو 2004    |                                                            | ويندوز                                                                | احتكارية                    | الصفحة الرئيسية                   |
| ديمول DEmul          | 0.7A 180816    | 18 أغسطس 2016   | مضاهي متعدد الأنظمة؛ أيضًا لمنصات أتوميسويف، ناومي، ناومي 2 | ويندوز                                                                | ر.ج.ع 2                     | الصفحة الرئيسية، غوغل كود (أرشيف) |
| ريدريم redream       | —              | 23 أغسطس 2015   | دريم كاست                                                  | لينكس، أو إس 10                                                       | إم آي تي                    | غيت هاب                           |
| إل إكس دريم lxdream  | 0.9.1          | 29 يونيو 2009   |                                                            | لينكس، أو إس 10                                                       | ر.ج.ع 2                     | الصفحة الرئيسية                   |
| نول دي سي nullDC     | 1.0.4 r136     | 21 أغسطس 2011   | أيضًا لمنصة ناومي                                           | ويندوز                                                                | ر.ج.ع 3                     | غوغل كود (أرشيف)                  |
| نول دي سي إي nullDCe | 0.37 Alpha     | 24 أغسطس 2012   | أيضًا لمنصة ناومي                                           | أندرويد                                                               | ر.ج.ع 3 (حاليًا غير متوافقة) | غوغل كود (أرشيف)                  |
| رايكاست reicast      | r6             | 19 ديسمبر 2013  | أيضًا لمنصة ناومي                                           | لينكس، ويندوز، أو إس 10، أندرويد، آي أو إس، ويندوز فون، أويا، باندورا | ر.ج.ع 2                     | الصفحة الرئيسية، غيت هاب          |

## سوني

### بلاي ستيشن
| الاسم                                                     | الإصدار الحالي | تاريخ آخر إصدار | ملاحظات | المنصة | الترخيص                  | الوصلة                       |
| --------------------------------------------------------- | -------------- | --------------- | --- | --- | ------------------------ | ---------------------------- |
| بليم! bleem!                                              | 1.6b           | 16 أغسطس 2001   | | ويندوز | تجارية                   | —                            |
| بليمكاست! bleemcast!                                      | 1.0 beta       | 1 نوفمبر 2001   | | دريم كاست | تجارية                   | —                            |
| كونكتكس فيرتشوال غيم ستيشن Connectix Virtual Game Station | 1.4.1          | 11 أكتوبر 2000  | | ويندوز، ماك أو إس                                                                                               | تجارية                   | —                            |
| بي سون كلاسيكس PSone Classics                             |                | 22 نوفمبر 2006  | | بلاي ستيشن 3، بلاي ستيشن بورتبل، بلاي ستيشن فيتا                                                                | احتكارية                 | —                            |
| وي إس إكس WiiSX                                           | Beta 2.1       | 11 يوليو 2010   | | غيم كيوب، وي |                          | —                            |
| إمي بي إس إكس EmiPSX                                      | 1.0.5          | نوفمبر 2013     | | ويندوز فون | تجارية                   | الصفحة الرئيسية              |
| إي بي إس إكس إي ePSXe                                     | 2.0.5          | 23 يونيو 2016   | | ويندوز، لينكس، أو إس 10، أندرويد                                                                                | مجانية، تجارية (أندرويد) | الصفحة الرئيسية              |
| إف بي إس إي FPse                                          | 0.11.186       | 2 يوليو 2016    | | أندرويد، ويندوز موبايل                                                                                          | تجارية                   | الصفحة الرئيسية              |
| إتش بي إس إكس64 hpsx64                                    | v021           | 24 فبراير 2017  | | ويندوز | ر.ج.ع                    | الصفحة الرئيسية              |
| ميدنافن Mednafen                                          | 0.9.43         | 1 مارس 2017     | مضاهي متعدد الأنظمة؛ أيضًا لمنصات (أنظمة أخرى) أتاري لينكس، ن.إ.س، سوبر ن.إ.س، فيرتشوال بوي، غيم بوي، غيم بوي كولر، غيم بوي أدفانس، ماستر سيستم، جيم جير، ميغا درايف، نيو جيو بوكيت، نيو جيو بوكيت كولر، واندرسوان، توربو غرافيكس-16 (توربو غرافيكس-سي دي)، سوبر غرافيكس، بي سي-إف إكس | ويندوز، أو إس 10، لينكس، فري بي إس دي، أوبن بي إس دي، نت بي إس دي نواة بي إس إكس لميدنافن موجودة أيضًا في بزهوك. | ر.ج.ع 2                  | الصفحة الرئيسية              |
| نو كاش بي إس إكس NO$PSX                                   | 1.9            | 28 مايو 2014    | | ويندوز | مجانية                   | الصفحة الرئيسية              |
| بي سي إس إكس PCSX                                         | 1.5            | 12 مايو 2003    | | ويندوز، ماك أو إس، لينكس                                                                                        | ر.ج.ع                    | الصفحة الرئيسية              |
| بي سي إس إكس-دي إف PCSX-df                                | 1.10           | 29 مارس 2009    | | لينكس | ر.ج.ع                    | سورس فورج                    |
| بي سي إس إكس-ريلودد PCSX-Reloaded                         | 1.9.93         | 26 أغسطس 2013   | | ويندوز، ماك أو إس، لينكس                                                                                        | ر.ج.ع 2                  | الصفحة الرئيسية              |
| زيبرا Xebra                                               | 170325         | 25 مارس 2017    | | ويندوز | مجانية                   | الصفحة الرئيسية (باليابانية) |

### بلاي ستيشن 2
| الاسم                                         | الإصدار الحالي                                    | تاريخ آخر إصدار | ملاحظات                                                                                | المنصة                               | الترخيص                               | الوصلة                   |
| --------------------------------------------- | ------------------------------------------------- | --------------- | -------------------------------------------------------------------------------------- | ------------------------------------ | ------------------------------------- | ------------------------ |
| نيوترينو إس إكس2 NeutrinoSX2                  | 0.08.01                                           | 13 يناير 2004   |                                                                                        | ويندوز                               | ر.ج.ع 2                               | الصفحة الرئيسية (أرشيف)  |
| كلاسيكيات بلاي ستيشن 2 PlayStation 2 Classics |                                                   | 4 أكتوبر 2011   |                                                                                        | بلاي ستيشن 3                         | احتكارية                              |                          |
| بي سي إس إكس2 PCSX2                           | 1.4.0 (ويندوز) / 0.9.7 (أو إس 10) / 1.4.0 (لينكس) | 8 يناير 2016    |                                                                                        | ويندوز، أو إس 10، لينكس              | ر.ج.ع 3                               | الصفحة الرئيسية، غيت هاب |
| بي إس 2 إمو PS2Emu                            | Alpha 01                                          | 6 مايو 2004     |                                                                                        | ويندوز                               | احتكارية                              | الصفحة الرئيسية (أرشيف)  |
| بلاي! Play!                                   | 0.30                                              | 2 ديسمبر 2016   | أول مضاهي لبلاي ستيشن 2 على الهواتف المحمولة. حاليًا يحتاج إلى مطورين جدد [وصلة مكسورة] | ويندوز، ماك أو إس، أندرويد، آي أو إس | بي إس دي مجانية (رخصة بي إس دي مبسطة) | الصفحة الرئيسية، غيت هاب |
| إتش بي إس إكس64 hpsx64                        | v021                                              | 24 فبراير 2017  |                                                                                        | ويندوز                               | ر.ج.ع                                 | الصفحة الرئيسية          |
| مضاهي ب.س 2 لمنصة ب.س 4 PS2 emulation for PS4 |                                                   | 5 ديسمبر 2015   |                                                                                        | بلاي ستيشن 4                         | احتكارية                              |                          |

### بلاي ستيشن 3
| الاسم                 | الإصدار الحالي | تاريخ آخر إصدار | ملاحظات                    | المنصة                                      | الترخيص | الوصلة                   |
| --------------------- | -------------- | --------------- | -------------------------- | ------------------------------------------- | ------- | ------------------------ |
| آر بي سي إس3 RPCS3    | v0.0.5         | 24 فبراير 2018  | أيضًا لمنصة بلاي ستيشن فيتا | ويندوز، أو إس 10، لينكس                     | ر.ج.ع 2 | الصفحة الرئيسية، غيت هاب |
| نوكليوس Nucleus       | 0.1.0          | 13 مايو 2016    | أيضًا لمنصة بلاي ستيشن 4    | ويندوز، لينكس، ماك أو إس، أندرويد، آي أو إس | ر.ج.ع 2 | غيت هاب                  |
| شورت ويفز Short Waves | 0.0.2          | 20 يناير 2014   |                            | ويندوز                                      |         | وصلة تحميل ولولو         |

### بلاي ستيشن 4
| الاسم            | الإصدار الحالي | تاريخ آخر إصدار | ملاحظات                 | المنصة                                      | الترخيص       | الوصلة  |
| ---------------- | -------------- | --------------- | ----------------------- | ------------------------------------------- | ------------- | ------- |
| نوكليوس Nucleus  | 0.1.0          | 13 مايو 2016    | أيضًا لمنصة بلاي ستيشن 3 | ويندوز، لينكس، ماك أو إس، أندرويد، آي أو إس | ر.ج.ع 2       | غيت هاب |
| أوربيتال Orbital | —              |                 |                         | ويندوز، لينكس                               | رخصة إم أي تي | غيت هاب |

### بلاي ستيشن بورتبل
| الاسم                           | الإصدار الحالي   | تاريخ آخر إصدار | ملاحظات | المنصة                                                            | الترخيص  | الوصلة                                                                   |
| ------------------------------- | ---------------- | --------------- | ------- | ----------------------------------------------------------------- | -------- | ------------------------------------------------------------------------ |
| جي بي سي إس بي JPCSP            | r3458            | 7 فبراير 2014   |         | ويندوز، أو إس 10، لينكس                                           | ر.ج.ع 2  | الصفحة الرئيسية، غيت هاب                                                 |
| م.ف.ز.ب.س.ب MFZPSP              | r270             | 4 سبتمبر 2008   |         | ويندوز                                                            | ر.ج.ع 3  | غوغل كود (أرشيف)                                                         |
| بي سي إس بي PCSP                | 0.5.5            | 9 يونيو 2012    |         | ويندوز                                                            | ر.ج.ع 3  | الصفحة الرئيسية، غوغل كود (أرشيف)                                        |
| بي إس بي إي 4 أول PSPE4All      | 0.2.127          | 2 يونيو 2013    |         | ويندوز                                                            | احتكارية | الصفحة الرئيسية                                                          |
| بوتيمكين Potemkin               | 0.1              | 7 مايو 2007     |         | ويندوز                                                            | ر.ج.ع    | الصفحة الرئيسية                                                          |
| ب.ب.س.س.ب.ب PPSSPP              | 1.4              | 31 مارس 2017    |         | ويندوز، أو إس 10، لينكس، أندرويد، بلاك بيري 10، سيمبيان، آي أو إس | ر.ج.ع 2+ | الصفحة الرئيسية، غيت هاب                                                 |
| بي إس بي إي PSPE                | 0.9b             | 4 يونيو 2005    |         | ويندوز                                                            | احتكارية | —                                                                        |
| بي إس بي بلاير PSP Player       | r612             | 24 نوفمبر 2008  |         | ويندوز                                                            | ر.ج.ع.ص  | الصفحة الرئيسية، غوغل كود (أرشيف)                                        |
| سام بي إس بي Sam PSP            | r18              | 4 فبراير 2009   |         | ويندوز                                                            | ر.ج.ع 3  | غوغل كود (أرشيف)                                                         |
| سويويز ب.س.ب إمو Soywiz PSP Emu | r555             | 15 أغسطس 2013   |         | ويندوز                                                            | ر.ج.ع    | الصفحة الرئيسية نسخة محفوظة 5 يوليو 2020 على موقع واي باك مشين.، غيت هاب |
| ياوبسبي Yaupspe                 | git-c9ddde8b5935 | 24 أبريل 2011   |         | ويندوز، لينكس                                                     | ر.ج.ع 2  | غوغل كود (أرشيف)، الصفحة الرئيسية                                        |

### بلاي ستيشن فيتا
| الاسم              | الإصدار الحالي | تاريخ آخر إصدار | ملاحظات                 | المنصة                  | الترخيص | الوصلة                   |
| ------------------ | -------------- | --------------- | ----------------------- | ----------------------- | ------- | ------------------------ |
| آر بي سي إس3 RPCS3 | v0.0.2         | 1 أبريل 2017    | أيضًا لمنصة بلاي ستيشن 3 | ويندوز، أو إس 10، لينكس | ر.ج.ع 2 | الصفحة الرئيسية، غيت هاب |
| فيتا 3k Vita3k     | —              |                 |                         | ماك أوس، ويندوز         | ر.ج.ع 2 | غيت هاب                  |

## مايكروسوفت

### إكس بوكس
| الاسم                              | الإصدار الحالي | تاريخ آخر إصدار | ملاحظات | المنصة                  | الترخيص  | الوصلة                             |
| ---------------------------------- | -------------- | --------------- | ------- | ----------------------- | -------- | ---------------------------------- |
| سي إكس بي إكس Cxbx                 | 0.8.1-Pre3     | 6 مايو 2013     |         | ويندوز                  | ر.ج.ع 2  | الصفحة الرئيسية 1، 2، 3، سورس فورج |
| سي إكس بي إكس-ريلودد Cxbx-Reloaded | v0.0.1-POC     | 6 أكتوبر 2016   |         | ويندوز                  | ر.ج.ع 2  | الصفحة الرئيسية، غيت هاب           |
| دي إكس بي إكس Dxbx                 | 0.5            | 19 ديسمبر 2010  |         | ويندوز                  | ر.ج.ع 3  | الصفحة الرئيسية، سورس فورج         |
| نظام توافق إكس بوكس الخلفي         | X: 5829.0      | 27 نوفمبر 2007  |         | إكس بوكس 360            | احتكارية | الصفحة الرئيسية                    |
| زيون Xeon                          | 1.0            | 13 أغسطس 2003   |         | ويندوز                  | احتكارية | الصفحة الرئيسية                    |
| إكس كيو إمو XQEMU                  | بناء متداول    |                 |         | ويندوز، لينكس، أو إس 10 | ر.ج.ع 2  | الصفحة الرئيسية، غيت هاب           |

### إكس بوكس 360
| الاسم       | الإصدار الحالي | تاريخ آخر إصدار | ملاحظات | المنصة | الترخيص               | الوصلة                                 |
| ----------- | -------------- | --------------- | --- | ------ | --------------------- | -------------------------------------- |
| زينيا Xenia | بناء متداول    | 24 أبريل 2017   | مضاهي إكس بوكس 360 الأول الذي يحقق إنجاز تشغيل لعبة إكس بوكس 360 تجارية وهي فروغر 2                                                                                                  | ويندوز | بي إس دي              | الصفحة الرئيسية، غيت هاب البناء الحالي |
| جيانو Giano | 3.1            | 21 ديسمبر 2010  | هيكل لمضاهاة نظام كامل من أنظمة الكمبيوتر التعسفية، يتضمن مرحلة مبكرة من جهاز إكس بوكس 360. يستخدمه الفريق البرمجي لإكس بوكس 360 "لتطوير برمجية النظام وذلك قبل توافر الجهاز الفعلي" | ويندوز | إم إس آر-إس إس إل إيه | الصفحة الرئيسية، البناء الحالي         |

## إن إي سي

### توربو غرافيكس-16
| الاسم                            | الإصدار الحالي | تاريخ آخر إصدار | ملاحظات | المنصة                                                            | الترخيص                   | الوصلة                                                              |
| -------------------------------- | -------------- | --------------- | --- | ----------------------------------------------------------------- | ------------------------- | ------------------------------------------------------------------- |
| بيزهوك BizHawk                   | 1.12.0         | 22 فبراير 2017  | مضاهي متعدد الأنظمة؛ أيضًا لمنصات سوبر غرافيكس، أتاري 2600، أتاري 7800، ن.إ.س، سوبر ن.إ.س، نينتندو 64، غيم بوي، غيم بوي كولر، سوبر غيم بوي، غيم بوي أدفانس، س.ج-1000، ماستر سيستم، جيم جير، ميغا درايف، سيجا ساترن، كوليكو فيجن                                                                | ويندوز                                                            | رخصة إم أي تي             | الصفحة الرئيسية غيت هاب                                             |
| ديبسي DeePCE                     | 0.12a beta     | 24 أغسطس 2000   | | ويندوز 9إكس                                                       | احتكارية                  | —                                                                   |
| دي بي سي إي DPCE                 | إصدار أوَّلي     | 15 سبتمبر 2000  | | ويندوز 9إكس                                                       | احتكارية                  | —                                                                   |
| هيغان higan                      | 102            | 19 يناير 2017   | معروف سابقًا باسم بسنيس مضاهي متعدد الأنظمة؛ أيضًا لمنصات جيم جير، ميغا درايف، ماستر سيستم أنظمة أخرى تتضمن: ن.إ.س، سوبر ن.إ.س (سوبر غيم بوي، بي إس-إكس ساتيلافيو، سوفامي توربو)، غيم بوي، غيم بوي كولر، غيم بوي أدفانس، واندرسوان/وندر سوان كلر                                                | ويندوز، لينكس، فري بي إس دي                                       | ر.ج.ع 3                   | الصفحة الرئيسية نسخة محفوظة 24 يونيو 2017 at wayback.archive-it.org |
| هيو-غو! Hu-Go!                   | 2.12           | 9 أبريل 2005    | | ويندوز، دوس، لينكس، فري بي إس دي                                  | ر.ج.ع 2، بي إس دي البند-3 | الصفحة الرئيسية                                                     |
| هيو6280 Hu6280                   | 1.50           | 4 فبراير 2000   | أيضًا يحاكي الأجهزة الإضافية: توربو غرافيكس-سي دي | ويندوز 9إكس، دوس                                                  | احتكارية                  | —                                                                   |
| ميدنافن Mednafen                 | 0.9.43         | 1 مارس 2017     | مضاهي متعدد الأنظمة؛ أيضًا لمنصات سوبر غرافيكس، بي سي-إف إكس، أتاري لينكس، ن.إ.س، سوبر ن.إ.س، فيرتشوال بوي، غيم بوي، غيم بوي كولر، غيم بوي أدفانس، ماستر سيستم، جيم جير، ميغا درايف، بلاي ستيشن، نيو جيو بوكيت، نيو جيو بوكيت كولر، واندرسوان أيضا يحاكي الأجهزة الإضافية: توربو غرافيكس-سي دي | ويندوز، أو إس 10، لينكس، فري بي إس دي، أوبن بي إس دي، نت بي إس دي | ر.ج.ع 2                   | الصفحة الرئيسية                                                     |
| ماجيك إنجن MagicEngine           | 1.1.3          | 26 مايو 2008    | أيضًا لمنصة سوبر غرافيكس أيضا يحاكي الأجهزة الإضافية: توربو غرافيكس-سي دي | ويندوز، أو إس 10، دوس                                             | احتكارية                  | الصفحة الرئيسية                                                     |
| أوتيك Ootake                     | 2.78           | 29 أبريل 2016   | أيضًا لمنصة سوبر غرافيكس | ويندوز                                                            | ر.ج.ع 2                   | الصفحة الرئيسية (باليابانية)                                        |
| بسيجين pcejin                    | svn-r211       | 20 أبريل 2013   | أيضًا لمنصة سوبر غرافيكس أيضًا يحاكي الأجهزة الإضافية: توربو غرافيكس-سي دي | ويندوز                                                            | ر.ج.ع 2                   | غيت هاب                                                             |
| بيكيو إنجن PicchioEngine         | 0.0.8          | 9 أكتوبر 2009   | | ويندوز                                                            | المغتربون، ر.ج.ع.ص 2.1    | الصفحة الرئيسية                                                     |
| بروجكت بي سي 2إي Project PC2E    | 20050123       | 23 يناير 2005   | أيضًا يحاكي الأجهزة الإضافية: توربو غرافيكس-سي دي | ويندوز                                                            | ر.ج.ع 2                   | الصفحة الرئيسية                                                     |
| تي جي16 إمو TG16 EMU             | 0.01           | 14 أبريل 1998   | | ويندوز 9إكس، دوس، بلاي ستيشن                                      | احتكارية                  | الصفحة الرئيسية                                                     |
| تي جي إمو TGEmu                  | 0.1            | 16 فبراير 2001  | | ويندوز 9إكس، دوس، ماك أو إس، بي أو إس                             | ر.ج.ع 2                   | الصفحة الرئيسية                                                     |
| توربو إنجن Turbo Engine          | 0.32           | 18 أبريل 2010   | أيضًا لمنصة سوبر غرافيكس أيضا يحاكي الأجهزة الإضافية: توربو غرافيكس-سي دي | ويندوز                                                            | احتكارية                  | الصفحة الرئيسية                                                     |
| في بي سي إي VPCE                 | 0.3            | 23 نوفمبر 1997  | | ويندوز 9إكس، دوس، ماك أو إس، لينكس، بي أو إس، ريسك أو إس          | احتكارية                  | —                                                                   |
| إكس بي سي إي xpce                | 0.11           | 12 ديسمبر 1998  | | ويندوز 9إكس                                                       | احتكارية                  | الصفحة الرئيسية                                                     |
| ماجيك إنجن إف إكس MagicEngine FX | 1.1.1          | 13 فبراير 2008  | بي سي-إف إكس | ويندوز، ماك أو إس                                                 | احتكارية                  | الصفحة الرئيسية                                                     |

## أخرى
هذه البرامج تحاكي أنظمة متعددة مع نوى مستخدمة من مضاهيات متعددة و/أو أنظمة بدون بدائل كثيرة.أنظمة كثيرة مبكرة وغامضة يحاكيها واحد أو أكثر من هذه المضاهيات.
| الاسم                                        | الإصدار الحالي                    | آخر إصدار      | النظام | المنصة | الترخيص                                         | الوصلة                                                           |
| -------------------------------------------- | --------------------------------- | -------------- | --- | --- | ----------------------------------------------- | ---------------------------------------------------------------- |
| بيزهوك BizHawk                               | 1.12.0                            | 22 فبراير 2017 | أتاري 2600، أتاري 7800، ن.إ.س، سوبر ن.إ.س، نينتندو 64، غيم بوي، غيم بوي كولر، سوبر غيم بوي، س.ج-1000، ماستر سيستم، جيم جير، ميغا درايف (تجريبي)، سيجا ساترن، كوليكو فيجن، توربو غرافيكس-16، سوبر غرافيكس                                                        | ويندوز | رخصة إم أي تي                                   | الصفحة الرئيسية غيت هاب                                          |
| بليس Bliss                                   | 2.0.5                             | 25 مايو 2006   | ماتيل إنتيليفيجن | ويندوز، بالم أو إس | —                                               | الصفحة الرئيسية (أرشيف)                                          |
| سي دي آي إمو CDi Emu                         | 0.5.3 beta 2                      | 9 يناير 2012   | فيليبس سي دي-آي | ويندوز | —                                               | الصفحة الرئيسية نسخة محفوظة 17 أبريل 2021 على موقع واي باك مشين. |
| كول إم ColEm                                 | 4.0                               | 21 فبراير 2017 | كوليكو فيجن | ويندوز | احتكارية                                        | الصفحة الرئيسية                                                  |
| إميوليشس Emulicious                          | 2017-02-27                        | 27 فبراير 2017 | غيم بوي، غيم بوي كولر، ماستر سيستم، جيم جير | ويندوز، لينكس، أو إس 10، آلة جافا الافتراضية | مجانية - غير تجارية                             | الصفحة الرئيسية                                                  |
| ليتل جون بالم أو إس Little John Palm OS      | 1.2                               | 2009           | ن.إ.س، سوبر ن.إ.س، غيم بوي/غيم بوي كولر، ميغا درايف، ماستر سيستم، جيم جير، واندرسوان/وندر سوان كلر، نيو جيو بوكيت/نيو جيو بوكيت كولر، أتاري 2600، توربو غرافيكس-16 (لم ينفذ بالكامل)                                                                            | بالم أو إس | ر.ج.ع                                           | الصفحة الرئيسية (أرشيف)                                          |
| ميدنافن Mednafen                             | 0.9.43                            | 1 مارس 2017    | أتاري لينكس، ن.إ.س، سوبر ن.إ.س، فيرتشوال بوي، غيم بوي، غيم بوي كولر، غيم بوي أدفانس، ماستر سيستم، جيم جير، ميغا درايف، سيجا ساترن، بلاي ستيشن، نيو جيو بوكيت، نيو جيو بوكيت كولر، واندرسوان، توربو غرافيكس-16 (توربو غرافيكس-سي دي)، سوبر غرافيكس، بي سي-إف إكس | ويندوز، أو إس 10، لينكس، فري بي إس دي، أوبن بي إس دي، نت بي إس دي | ر.ج.ع 2                                         | الصفحة الرئيسية                                                  |
| إم إيه إم إي (إم إي إس إس سابقًا) MAME (MESS) | 0.185                             | 26 أبريل 2017  | أنظمة عديدة | متعدد المنصات، متصفح ويب (جسميس) | ر.ج.ع 2                                         | الصفحة الرئيسية 1، 2                                             |
| نيو ريج إكس NeoRAGEx                         | 0.6b                              | 24 يونيو 1999  | نيو جيو أ.إ.س | ويندوز | مجانية                                          | الصفحة الرئيسية (أرشيف)                                          |
| أودي إمو OdyEmu                              | —                                 | 29 نوفمبر 1999 | ماغنافوكس أوديسي | دوس | —                                               |                                                                  |
| أوبن إيمو OpenEmu                            | 2.0.4                             | 18 نوفمبر 2016 | ن.إ.س، سوبر ن.إ.س، غيم بوي، غيم بوي كولر، غيم بوي أدفانس، س.ج-1000، ماستر سيستم، جيم جير، ميغا درايف، نيو جيو بوكيت، نيو جيو بوكيت كولر | أو إس 10 | بي إس دي                                        | الصفحة الرئيسية، غيت هاب                                         |
| أوزوين Oswan                                 | 1.73 (ويندوز) / 0.8.1 (ماك أو إس) | 23 يناير 2007  | واندرسوان، واندرسوان كلر، سوان كريستال | ويندوز، ماك أو إس | مصدر مفتوح                                      | سورس فورج، الصفحة الرئيسية                                       |
| ريترو آرك RetroArch                          | 1.5.0                             | 8 مارس 2017    | بلاي ستيشن، ن.إ.س، سوبر ن.إ.س، غيم بوي/غيم بوي كولر، غيم بوي أدفانس، ميغا درايف، سيجا سي دي، ماستر سيستم/جيم جير، ألعاب آركيد، فيرتشوال بوي، بي سي إنجن، نيو جيو بوكيت كولر، وندر سوان كلر/سوان كريستال، وربما مضاهيات أخرى قيد التطوير                         | ويندوز، أو إس 10، لينكس، أندرويد، كسر آي أو إس، بلاك بيري 10، رسبري باي، أوبن باندورا، بلاي ستيشن 3، إكس بوكس، إكس بوكس 360، غيم كيوب، وي، نينتندو 3دي إس، بلاي ستيشن بورتبل | ر.ج.ع 3، النوى الفردية قد تكون مُرخَّصة بشكل مختلف | الصفحة الرئيسية                                                  |
| ريتروكوبي RetroCopy                          | 0.960                             | 16 مايو 2011   | س.ج-1000، إس سي-3000، ماستر سيستم، جيم جير، ميجا درايف، ن.إ.س، أنظمة صناديق ألعاب مختلفة | ويندوز، لينكس | مجانية                                          | الصفحة الرئيسية                                                  |
| وين يو إيه إي WinUAE                         | 3.4.0                             | 21 ديسمبر 2016 | أميغا سي دي32، كومودور سي دي تي في، جميع منصات أميغا | ويندوز، لينكس | ر.ج.ع                                           | الصفحة الرئيسية                                                  |